# Amt Büchen
Het Amt Büchen is een Amt in de Duitse deelstaat Sleeswijk-Holstein. Het omvat 15 gemeenten in de Kreis Hertogdom Lauenburg. Het bestuur zetelt in Büchen. Oorspronkelijk omvatte het Amt 10 gemeenten, na de opheffing van het Amt Gudow-Sterley per 1 januari 2007 werd het uitgebreid met vier gemeenten, terwijl per 1 april van dat jaar ook de gemeente Tramm nog aan het Amt werd toegevoegd.

## Deelnemende gemeenten
1. Besenthal
2. Bröthen
3. Büchen*
4. Fitzen
5. Göttin
6. Gudow
7. Güster
8. Klein Pampau
9. Langenlehsten
10. Müssen
11. Roseburg
12. Schulendorf
13. Siebeneichen
14. Tramm
15. Witzeeze